# Antonio Santurro
Antonio Santurro Bueno (Parma, Italia; 29 de febrero de 1992) es un futbolista ítalo-dominicano. Juega de guardameta. Es internacional absoluto por la selección de República Dominicana desde 2022.

## Trayectoria
Formado en las inferiores del Parma, fue promvido al primer equipo en la temporada 2011-14. Durante esta etapa, el portero fue cedido al Bagnolese de la Serie D y al Renate de la Lega Pro Seconda Divisione.
Dejó Parma en 2014 y fichó con el Savoia, que en enero de 2015 cedería al jugador a la Juve Stabia.
Entre 2015 y 2017, Santurro formó parte del Melfi y Siracusa, ambos de Serie C, siendo titular en ambos equipos.
Su salto a la Serie A llegó el 11 de julio de 2017, cuando fue contratado por el Bologna. Debutó en la primera categoría el 31 de marzo de 2018 ante la Roma. En sus años en Bologna, fue cedido al Sambenedettese y Catania, dejando el club al término de la temporada 2020-21.
El 3 de octubre de 2021, fichó por el Udinese.
El 1 de noviembre de 2022, Santurro regresó al Parma en la Serie B.

## Selección nacional
Santurro nació en Parma, Emilia-Romagna, de padre italiano y madre dominicana.
Fue citado a la selección de República Dominicana en mayo de 2022. Debutó el 5 de junio de 2022 ante Guayana Francesa por la Liga de Naciones de la Concacaf, fue victoria por 3-2.

## Clubes
| Club                      | País   | Año       |
| ------------------------- | ------ | --------- |
| Parma                     | Italia | 2011-2014 |
| Bagnolese (préstamo)      | Italia | 2011-2012 |
| Renate (préstamo)         | Italia | 2012-2014 |
| Savoia                    | Italia | 2014-2015 |
| Juve Stabia (préstamo)    | Italia | 2015      |
| Melfi                     | Italia | 2015-2016 |
| Siracusa                  | Italia | 2016-2017 |
| Bologna                   | Italia | 2017-2021 |
| Sambenedettese (préstamo) | Italia | 2019-2020 |
| Catania (préstamo)        | Italia | 2020-2021 |
| Udinese                   | Italia | 2021-2022 |
| Parma                     | Italia | 2022-2023 |